# Saad Zaghloul
Saad Zaghloul (tiếng Ả Rập: سعد زغلول; còn gọi:  Saad Zaghlûl, Sa'd Zaghloul Pasha ibn Ibrahim) (1859 – 23 tháng 8 năm 1927) là nhà cách mạng, chính khách người Ai Cập. Ông từng là thủ tướng Ai Cập, nhiệm kỳ từ ngày 26 tháng 1 năm 1924 đến ngày 24 tháng 11 năm 1924.
Zaghloul kết hôn Safiya Zaghloul, con gái của Mustafa Fahmi Pasha. Cha cô từng là bộ trưởng nội các Ai Cập và hai nhiệm kỳ giữ chức vụ Thủ tướng Cô cũng là một nhà hoạt động chính trị.